# Leo Ryan
Leo Joseph Ryan, Jr. (n. 5 mai 1925, Lincoln, SUA – d. 18 noiembrie 1978, Port Kaituma⁠(d), Barima-Waini, Guyana) a fost un om politic american, membru al Partidului Democrat. A fost membru al Camerei Reprezentanților, ales în districtul 11 California începând din anul 1973 și până la asasinarea sa în Guyana de către membrii sectei Templul Popoarelor, cu puțin timp înainte de masacrul de la Jonestown din 1978.
După revoltele Watts din 1965, pe atunci membru în Adunarea Statului California, Ryan s-a angajat incognito ca profesor suplinitor pentru a ancheta și a documenta situația din zonă. În 1970, a investigat condițiile din închisorile californiene  lăsându-se închis, sub pseudonim, în închisoarea Folsom, pe când era președinte al unei comisii a Adunării, însărcinată cu supervizarea reformei penitenciarelor. În perioada petrecută în Congres, Ryan a călătorit în Newfoundland pentru a investiga uciderea de foci.
Ryan a fost celebru pentru criticile insistente pe care le-a adus lipsei de supraveghere a CIA din partea Congresului, și a întocmit amendamentul Hughes-Ryan, adoptat în 1974. A fost unul dintre primii critici ai lui L. Ron Hubbard și ai mișcării scientologice și a Bisericii Unirii a lui Sun Myung Moon. La 3 noiembrie 1977, Ryan a citit, pentru a fi inclusă în înregistrările Congresului SUA, o mărturie a lui John Gordon Clark despre pericolele legate de sectele religioase distructive. Ryan a fost primul și unicul congressman american ucis în exercițiul mandatului. În 1983, a fost decorat post mortem cu Medalia de Aur a Congresului.

## Începuturile vieții și carierei
Leo Ryan s-a născut în Lincoln, Nebraska. În copilăria sa, familia s-a mutat frecvent prin Illinois, Florida, New York, Wisconsin și Massachusetts. A absolvit Liceul iezuit Edmund Campion din Prairie du Chien, Wisconsin în 1943. După aceea a intrat în programul de pregătire a ofițerilor de marină de la Colegiul Bates și a servit în Marina Statelor Unite pe submarin între 1943 și 1946.
După război, Ryan a absolvit Universitatea Creighton din Nebraska, obținând licența în arte în 1949 și un masterat în 1951. A predat istoria la Liceul Capuchino, și s-a aflat în fruntea orchestrei de marș care a participat la parada inaugurală a președintelui John F. Kennedy la Washington, D.C. în 1961. Ryan a fost impresionat de discursul inaugural al lui Kennedy, și a hotărât să candideze la funcții mai importante. A fost profesor, administrator școlar și membru al consiliului local din South San Francisco între 1956 și 1962.

## Cariera politică

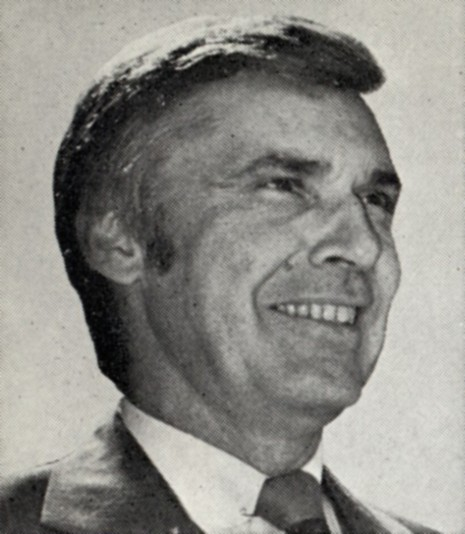
Fotografia oficială a lui Ryan de la primul mandat de congressman, 1973.

### Statul California
În 1962, Ryan a fost ales primar al orașului South San Francisco. A fost primar timp de mai puțin de un an, după care a fost ales în Adunarea Statului California în districtul electoral 27, câștigându-și mandatul cu 20.000 de voturi peste 50%. El mai candidase pentru Adunarea Statului și în 1958 în districtul 25, dar fusese învins de republicanul Louis Francis. Ryan a fost delegat la Convenția Națională Democrată în 1964 și 1968, și și-a păstrat mandatul în anul 1972, la sfârșitul căruia a fost ales în Camera Reprezentanților din SUA. A fost apoi reales în Cameră de încă trei ori.
Reprezentanta și fosta senatoare în Statul California Jackie Speier a denumit stilul de investigare al lui Ryan „legiferare experiențială”. După revoltele Watts din 1965, parlamentarul Ryan s-a dus la fața locului și s-a angajat incognito ca profesor suplinitor pentru a investiga și a documenta situația din zonă. În 1970, sub pseudonim, Ryan a aranjat să fie arestat, deținut și percheziționat pentru a investiga condițiile din închisorile Californiei. A fost închis timp de zece zile în închisoarea Folsom, în timp ce era președinte al comisiei Adunării însărcinată cu reforma penitenciarelor.
Tot în calitate de parlamentar la nivel de stat, Ryan a prezidat și audierile subcomisiei legislative și pe cele care îl implicau pe viitorul său succesor în Congres, Tom Lantos⁠(en)[traduceți]. Ryan a insistat pentru adoptarea unor importante politici educaționale în California și este autorul a ceea ce rămâne cunoscut drept Legea Ryan, prin care s-a înființat o comisie independentă de reglementare și monitorizare a acreditările în sistemul de învățământ al statului.

### Congresul Statelor Unite
În perioada în care a fost membru al Congresului, Ryan a mers în Newfoundland împreună cu James Jeffords pentru a ancheta uciderile inumane de foci, și a devenit cunoscut pentru criticile sale privind lipsa controlului de către Congres asupra CIA, el fiind autorul amendmentului Hughes-Ryan, care implica obligativitatea unor notificări prealabile repetate din partea CIA adresate Congresului privind operațiunile secrete planificate. Congressmanul Ryan i-a spus la un moment dat lui Dick Cheney că divulgarea unui secret de stat este o metodă normală pentru un membru al Congresului să blocheze o „operațiune prost concepută”.
Ryan a criticat mișcarea scientologică a lui L. Ron Hubbard precum și Biserica Unirii a lui Sun Myung Moon. La 3 noiembrie 1977, Ryan a citit în Congres, pentru a fi înregistrat în United States Congressional Record, o mărturie a lui John Gordon Clark despre riscurile la adresa sănătății cauzate de sectele distructive. În acest discurs ținut în fața Congresului, Ryan a arătat că cea mai mare îngrijorare a sa este: „pentru acei tineri care au fost convertiți de aceste secte religioase și pentru părinții lor, care au suferit pierderea copiilor”. Congressmanul Ryan a arătat apoi că mărturia Dr. Clark i-a fost adusă în atenție chiar de un părinte al unui astfel de tânăr. În corespondența cu acest părinte, congressmanul Ryan i-a mulțumit acestuia pentru „scrisoarea detaliată despre scientologie”, și a arătat că „nu am găsit încă o cale de a-i ataca pe acești șacali care se hrănesc cu copii și tineri care sunt prea slabi din punct de vedere emoțional pentru a sta pe picioarele lor când ajung la vârsta majoratului”. Congressmanul Ryan a susținut-o pe Patricia Hearst, și împreună cu senator S. I. Hayakawa, a transmis cererea lui Hearst pentru comutarea pedepsei autorităților abilitate.

## Templul Popoarelor
În 1978, din enclavele guyaneze ale Templului Popoarelor, condus de Jim Jones, au început să apară relatări despre abuzuri generalizate și încălcări ale drepturilor omului în Jonestown. Ryan era prieten cu tatăl unui fost membru al Templului, Bob Houston, al cărui cadavru mutilat fusese găsit lângă o cale ferată la 5 octombrie 1976, la trei zile după o conversație telefonică înregistrată cu fosta soție a lui Houston, în care se discuta ieșirea lui din Templu. Interesul lui Ryan a fost stârnit și de disputa pe teme de custodia minorilor între liderul unui grup de „Rude Îngrijorate”, Timothy Stoen, și Jones după un „white paper” adresat Congresului de Stoen în care detalia evenimentele. Ryan a fost unul dintre cei 91 de congressmani care i-au scris primului ministru al Guyanei Forbes Burnham în numele lui Stoen.
După ce a citit un articol în San Francisco Examiner, Ryan și-a făcut cunoscută intenția de a călători la Jonestown, o comună agricolă din Guyana unde locuiau Jim Jones și circa 1.000 de membri ai Templului. Hotărârea lui Ryan a fost influențată atât de grupul Rudelor Îngrijorate, format în principal din californieni, ca și membrii Templului, cât și de dezgustul său personal față de nedreptățile sociale. Conform ziarului San Francisco Chronicle, pe când investiga evenimentele, Departamentul de Stat al Statelor Unite „a marginalizat în mod repetat tentativele lui Ryan de a afla ce se petrece la Jonestown”, și i-a spus că „totul este în regulă”. Departamentul de Stat a caracterizat o posibilă acțiune a guvernului american în Guyana împotriva Jonestownului ca având potențialul de a crea o „controversă legală”, dar Ryan a respins cel puțin în parte acest punct de vedere. Într-un articol ulterior publicat în The Chronicle, Ryan a fost descris ca fiind „în opoziție cu organizațiile locale ale Partidului Democrat și cu Departamentul de Stat al administrației Jimmy Carter”, pregătindu-și propria anchetă.

### Călătoriile la Jonestown
La 1 noiembrie 1978, Ryan a anunțat că va merge în vizită la Jonestown. Vizita a făcut parte dintr-o anchetă guvernamentală și el a primit permisiunea și fondurile guvernamentale pentru a o desfășura. A fost prezent acolo în calitate de președinte al subcomisiei Congresului cu jurisdicție asupra cetățenilor americani ce locuiesc în străinătate. El a rugat și alți membri ai Congresului, reprezentanți ai unor regiuni din zona Golfului San Francisco, să i se alăture la investigația de la Jonestown, dar toți au refuzat. Ryan îl rugase și pe prietenul său, congressmanul de Indiana Dan Quayle să-l însoțească– Quayle fusese coleg cu Ryan în Comisia de Operațiuni Guvernamentale– dar Quayle nu a putut veni.
Planul era la început ca grupul să fie format din doar câțiva membri ai staffului congressmanului și din reprezentanți ai presei, dar, după ce mass-media a aflat de această călătorie, anturajul a crescut în număr, incluzând, printre alții, și membri ai organizațiilor Rudelor Îngrijorate. Congressmanul Ryan s-a deplasat la Jonestown cu 17 rude ale sectanților din zona Golfului San Francisco, cu câțiva reporteri din presa scrisă și cu o echipă de la NBC TV. Când avocații lui Jones au încercat să impună condiții restrictive asupra vizitei, Ryan a răspuns că el va călători la Jonestown indiferent dacă Jones îi permite sau nu. Poziția declarată a lui Ryan era că „e o posibilitate rezonabilă ca o așezare aflată în adâncul junglei să fie condusă pe principii autoritariste”. Locuitorii așezării, considera el, trebuie să aibă dreptul de a veni și a pleca după cum doresc. El a arătat că dacă situația era „un gulag”, atunci el va face tot ce va putea pentru a „elibera captivii”.

### Ambuscada în junglă și asasinarea
La 14 noiembrie, conform raportului Comisiei de Afaceri Externe, Ryan a plecat din Washington și a sosit la Georgetown, capitala Guyanei, aflată la circa 240 km distanță de Jonestown, delegația sa fiind formată din oficiali guvernamentali, reprezentanți ai presei și unii membri ai organizațiilor „Rudelor Îngrijorate”.
În acea noapte, delegația s-a cazat la un hotel local unde, deși avea rezervări confirmate, majoritatea camerelor fuseseră ocupate, bună parte din membrii delegației dormind în sala recepției. Vreme de trei zile, Ryan a continuat negocierile cu avocații lui Jones și a avut întâlniri de formă cu personalul ambasadei și cu oficiali guyanezi.
Aflat la Georgetown, Ryan a vizitat cartierul general al Templului din suburbia Lamaha Gardens.  Ryan a cerut să vorbească cu Jones prin radio, dar Sharon Amos, membrul cu cel mai înalt grad în Templu, i-a spus lui Ryan că nu poate, deoarece vizita era una neplanificată. La 17 noiembrie, adjuncta lui Ryan, Jackie Speier (care avea să fie și ea aleasă în Congres în aprilie 2008), adjunctul șefului de misiune de la ambasada SUA, Richard Dwyer, un ofițer al ministerului informațiilor din Guyana, nouă ziariști și patru reprezentanți ai Rudelor Îngrijorate au urcat într-un mic avion care urma să aterizeze pe un aerodrom la Port Kaituma la câțiva kilometri de Jonestown. La început, doar avocații Templului au fost lăsați să coboare din avion, dar până la urmă întregul grup (inclusiv Gordon Lindsay, reporter NBC) a putut intra. La început, au fost bine primiți la Jonestown, dar membrul Templului Vernon Gosney i-a dat corespondentului NBC Don Harris un bilet în care scria: „vă rog să mă ajutați să plec de la Jonestown”, rugăminte dată în numele lui și al colegei sale Monica Bagby. În acea seară, mass-media și delegația au fost readuse la aerodrom, după ce Jones a refuzat să-i lase să petreacă noaptea acolo; restul grupului a rămas.
A doua zi dimineața, Ryan, Speier și Dwyer au continuat interviurile, și dimineața s-au întâlnit cu o femeie care și-a exprimat în secret dorința de a pleca de la Jonestown cu familia ei și cu o altă familie. Pe la 11:00 A.M. ora locală, mass-media și delegația au revenit și au luat parte la interviurile cu membrii Templului Popoarelor. Pe la 3:00 p.m., 14 oameni ce doreau să plece din Templu, împreună cu Larry Layton pozând în refugiat, s-au urcat într-o mașină și au fost duși la aerodrom, Ryan dorind să mai rămână o noapte pentru a-i ajuta și pe ceilalți care doreau să plece. La scurt timp după aceea, a avut loc un atentat eșuat cu un cuțit la adresa congressmanului Ryan în vreme ce arbitra disputa unei familii ce dorea să plece. După protestele lui Ryan, Dwyer i-a cerut lui Ryan imperativ să plece, dar i-a promis că va rezolva el disputa ulterior.
Întregul grup a plecat de la Jonestown și a sosit la aerodromul Kaituma la 4:45 p.m. ora locală. Avioanele de plecare, un Otter cu două motoare și un Cessna, au sosit abia la 5:10 p.m. Avionul Cesena, mai mic, de doar șase locuri, se ducea spre capătul pistei pentru decolare când unul din ocupanții lui, Larry Layton, a deschis focul asupra celor dinăuntru, ucigându-i pe câțiva. Simultan, mai mulți membri ai Templului Popoarelor care însoțiseră grupul au deschis focul asupra avionului de transport, ucigându-i pe congressmanul Ryan, pe trei ziariști și pe un membru care încerca să plece, rănind alți nouă oameni, inclusiv pe Speier. Atacatorii l-au împușcat de multe ori pe Ryan pe corp după care l-au împușcat în față. Pasagerii de pe Cessna l-au neutralizat pe Larry Layton și supraviețuitorii din ambele avioane s-au refugiat pe câmpiile din jur în timpul atacului și după acesta.
În acea după-amiază, înainte ca vestea să ajungă la public, soția lui William Holsinger, asistentul lui Ryan, a primit trei telefoane de amenințare. Apelantul ar fi spus: „zi-i soțului tău că tichetului de masă tocmai i-au zburat creierii și să fie atent”. Familia Holsinger s-a dus apoi la Lake Tahoe și apoi la o fermă din Houston. Ei nu s-au mai întors la San Francisco. După decolare, avionul Cessna a transmis relatarea atacului prin radio, iar ambasadorul Statelor Unite, John R. Burke, s-a deplasat la reședința primului ministru Forbes Burnham. Abia a doua zi dimineața, armata guyaneză a reușit să pătrundă prin junglă și să ajungă în sat. Ei au descoperit 909 locuitori ai satului morți; Camera Reprezentanților a SUA a descris circumstanțele morților lor drept „sinucidere/omor ritual în masă”.

### Condamnarea lui Larry Layton
Larry Layton, fratele scriitoarei și fostei membre a Templului Popoarelor Deborah Layton, a fost condamnat în 1986 pentru conspirație în vederea comiterii uciderii cu premeditare a lui Leo Ryan. Cei ce plecau din Templu și se aflau în mașina care ducea la Port Kaituma spuseseră despre Larry Layton că „în niciun caz el nu vrea să plece. E prea apropiat de Jones”. Layton a fost unicul fost membru al Templului Popoarelor judecat în Statele Unite pentru fapte săvârșite în legătură cu crimele de la Jonestown. A fost condamnat la patru capete de acuzare pentru diverse forme de omor.
La 3 martie 1987, Layton a fost condamnat la închisoare pe viață pentru „ajutor dat la uciderea congressmanului Leo Ryan”, „conspirație în vederea comiterii de omor asupra unei persoane aflată sub protecție internațională, Richard Dwyer, adjunct al șefului misiunii diplomatice a Statelor Unite în Republica Guyana”, și la cincisprezece ani de închisoare pentru alte capete de acuzare. La acea vreme, el era eligibil pentru eliberare condiționată după cinci ani. La 3 iunie 1987, moțiunea lui Layton pentru anularea condamnării „pe motiv că i s-a refuzat dreptul la asistență legală efectivă pe durata celui de al doilea proces” a fost respinsă de tribunalul districtual al Districtului Californiei de Nord. După 18 ani de închisoare, Layton a fost eliberat în aprilie 2002.

## Memoria

### Înmormântarea

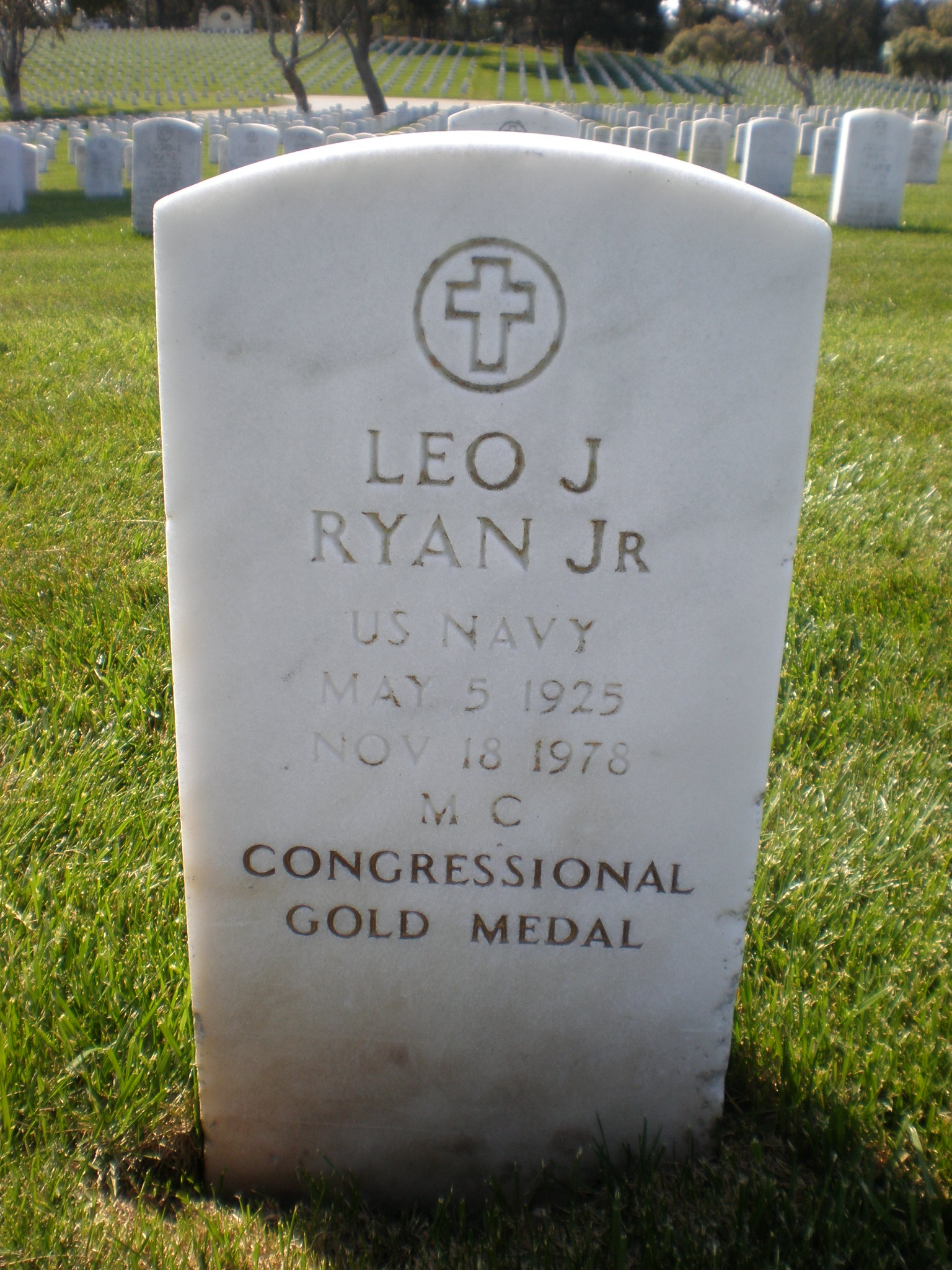
Mormântul lui Ryan.

Trupul neînsuflețit al lui Leo Ryan a fost readus în Statele Unite și înmormântat la Cimitirul Național Golden Gate din San Bruno, California. Funeraliile naționale și manifestările oficiale de comemorare au fost descrise într-o carte, intitulată Leo J. Ryan - Memorial Services - Held In The House Of Representatives & Senate Of The U. S., Together With Remarks. Amintindu-și înmormântarea fratelui ei, ce a avut loc în zona San Francisco, sora mai mică a lui Ryan, Shannon, a declarat că a fost surprinsă de câți susținători ai lui au participat la înmormântare, și de „efuziunea de regret adevărat și sincer”.
Pentru eforturile sale, Ryan a primit post-mortem Medalia de Aur a Congresului. El a fost primul și unicul membru al Congresului ucis la datorie. Președintele Reagan scria, în remarcile de la promulgarea legii prin care congressmanul Ryan primea Medalia de Aur a Congresului: „era un lucru tipic pentru grija lui Leo Ryan față de alegătorii săi să investigheze personal zvonurile privind maltratările de la Jonestown despre care se zicea că afectaseră pe mulți oameni din districtul său”. Fiicele lui Ryan, Erin și Patricia au contribuit la obținerea susținerii pentru acordarea medaliei la timp pentru a cincea comemorare a decesului lui Ryan.
După moartea lui Ryan, fiica lui, Shannon Jo și-a schimbat numele în Jasmine și a intrat în Osho în vreme ce sora ei Patricia a devenit președinte al Rețelei de Conștientizare a Sectelor. Fiica lui Ryan, Erin, a lucrat pentru C.I.A. înainte de a deveni asistentă a fostei asistente a tatălui ei, Jackie Speier, care a fost aleasă în 1998 în Senatul Statului California.

### Comemorarea

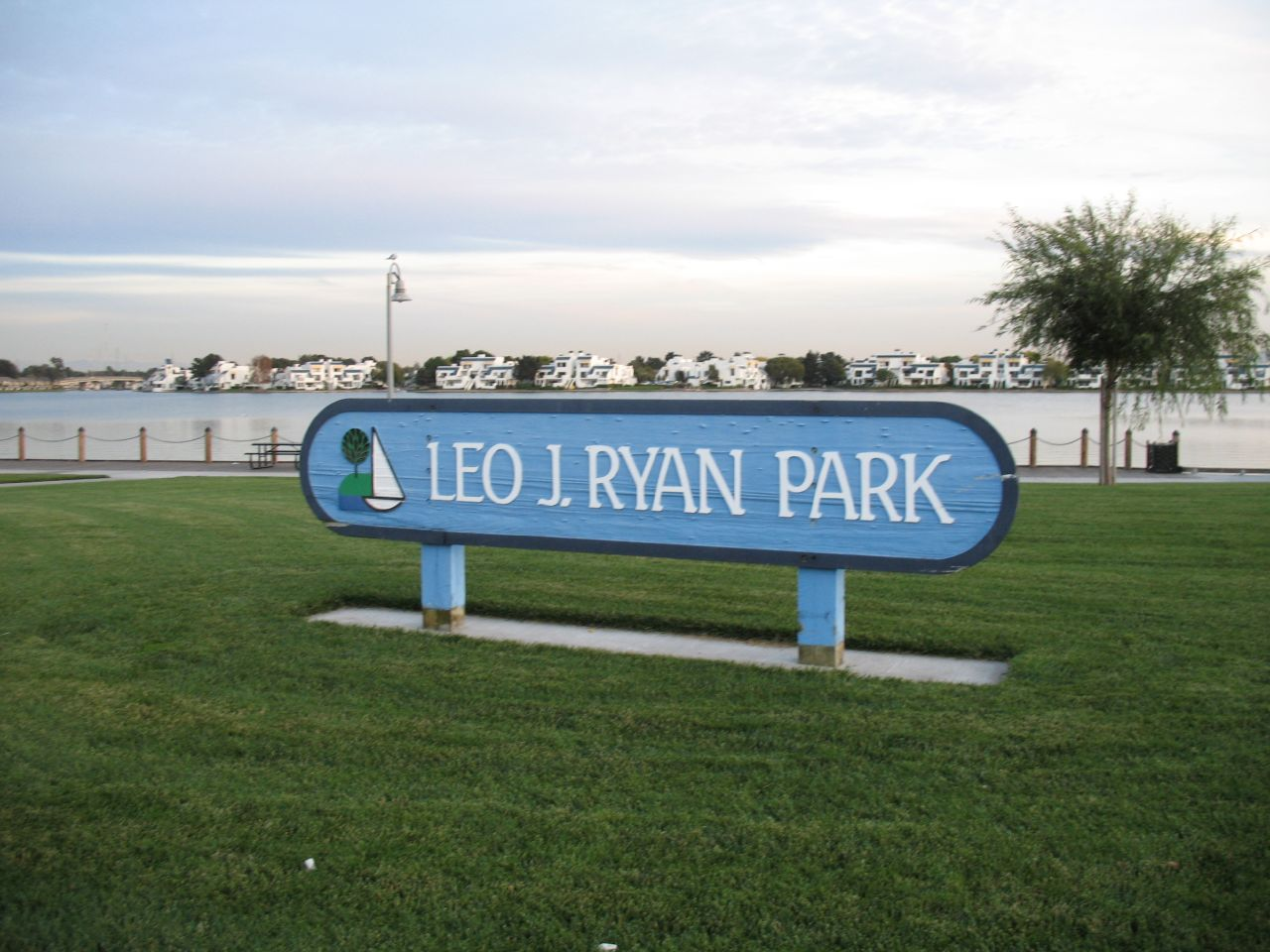
Parcul Memorial Leo J. Ryan

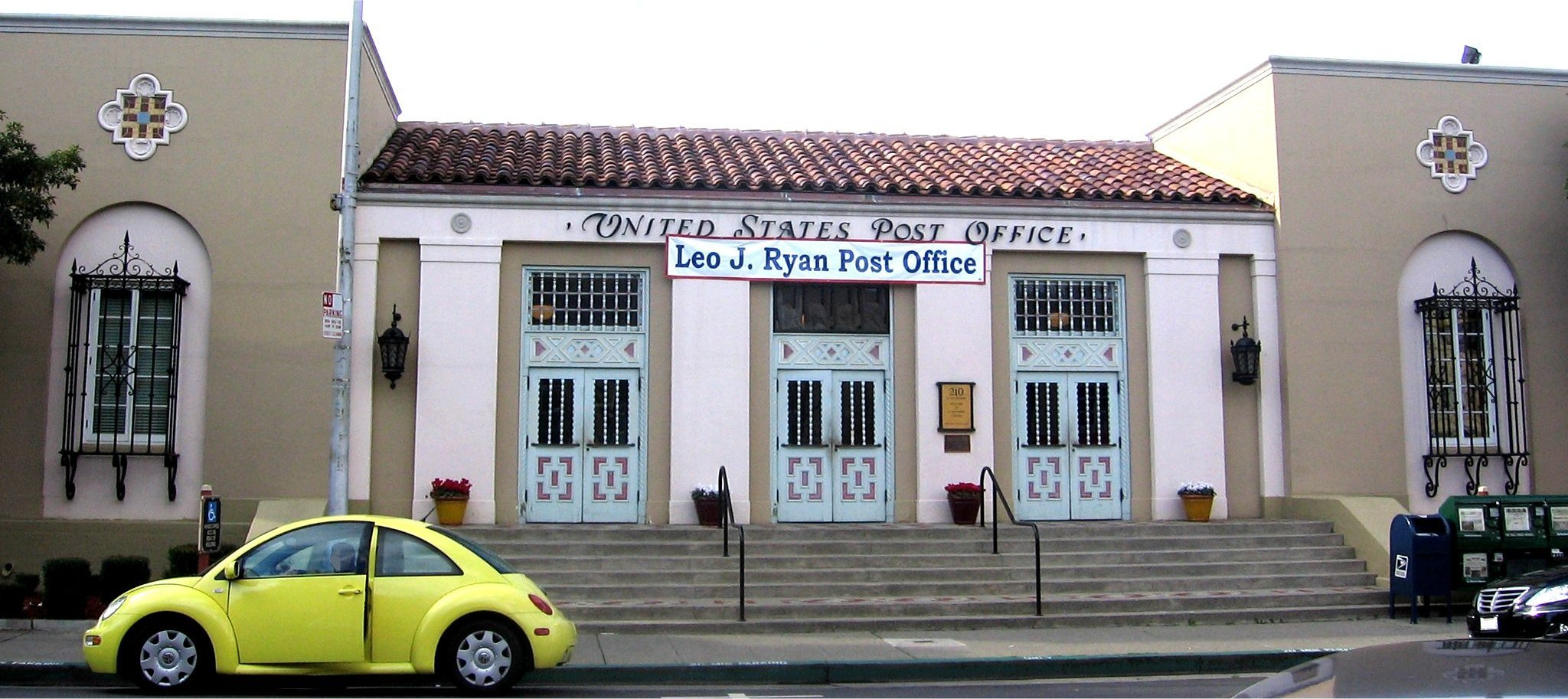
Clădirea Oficiului Poştal Leo J. Ryan

La 25 de ani de la moartea sa, la Foster City, California s-au ținut manifestări speciale de comemorare. Au participat familia și prietenii lui Ryan, inclusiv Jackie Speier și fiicele lui Ryan. San Francisco Chronicle a relatat că „Din ce în ce mai mult, astăzi, oamenii descriu un mare om care a depășit permanent așteptările alegătorilor lui.” Aproape de finalul slujbei comemorative, părinții celor care au murit la Jonestown s-au ridicat în picioare pentru a-i mulțumi congressmanului Ryan pentru că și-a dat viața încercând să le salveze pe cele ale copiilor lor. După slujbă, poliția călare a escortat familia și prietenii în Parcul Memorial Leo J. Ryan din Foster City. O coroană de flori a fost depusă lângă un monument comemorativ în amintirea lui Ryan. În același an, Erin, fiica lui Ryan, a participat la o comemorare a celor care au murit la Jonestown, la Cimitirul Evergreen din Oakland. Anual, în ziua ce comemorează moartea lui Ryan, Jackie Speier vizitează mormântul său de la Cimitirul Național Golden Gate împreună cu fiica lui și prietena ei, Patricia Ryan.
Pentru a 30-a comemorare, Jackie Speier a susținut o lege prin care oficiul poștal de pe South Ellsworth Avenue nr. 210 din San Mateo, California, a primit numele „Poșta Leo J. Ryan”. Președintele George W. Bush a promulgat-o la 21 octombrie 2008. La 17 noiembrie 2008, Jackie Speier a vorbit la ceremonia de reinaugurare a poștei. În discursul său, ea a spus: „sunt aceia care — chiar și acum, la treizeci de ani de la moartea sa — îi pun la îndoială motivele, înțelepciunea sau acțiunile. Da, criticile îi plăceau lui Leo. Leo Ryan nu a făcut niciodată nimic doar pentru că credea că îl va face să fie popular. El era mai interesat să facă ceea ce știa că trebuie făcut”.

## Premiul Leo J. Ryan
Fundația Educativă Leo J. Ryan a înființat premiul Leo J. Ryan în cinstea congressmanului. Fundația, intitulată la început „Info Secte” (în engleză Cult Info), și-a schimbat în 1999 numele în cinstea lui. Sediul fundației este în Bridgeport, Connecticut. Prima distincție a fost decernată în 1981. Printre laureați se numără: dr. Ronald Enroth, dr. John Gordon Clark, Gabe Cazares, Robert Lifton, M.D.; dr. Louis Jolyon West, ziarist Richard Behar, fiica congressmanului Ryan, Patricia Ryan, dr. Michael Langone, Flo Conway și Jim Siegelman, și Bob Minton.

## Prezentări în cinematografie
Congressmanul Leo Ryan a fost prezentat în filme despre crima în masă de la Jonestown, inclusiv de către actorul Gene Barry în filmul din 1979 Guyana: Crime of the Century, și de Ned Beatty în filmul din 1980, Guyana Tragedy: The Story of Jim Jones. Asasinarea sa a fost discutată și în documentarul din 2006 Jonestown: The Life and Death of Peoples Temple, în documentarele The History Channel: Cults: Dangerous Devotion și Jonestown Paradise Lost, precum și în documentarul MSNBC Witness to Jonestown, difuzat în noiembrie 2008 - la 30 de ani de la asasinarea lui Ryan și de la sinuciderea în masă de la Jonestown.